# Coupe de Suisse de football 1929-1930
Navigation
Édition précédente Édition suivante
La Coupe de Suisse 1929-1930 est la cinquième édition de la Coupe de Suisse, elle débute le 13 octobre 1929 et s'achève le 23 mars 1930 avec la victoire des BSC Young Boys qui remportent leur premier titre.

## Compétition

### Quarts de finale
Les quarts de finale ont lieu le 2 février 1929.
| Équipe 1                | Résultat | Équipe 2             |
| ----------------------- | -------- | -------------------- |
| FC Locarno              | 2 – 2    | BSC Young Boys       |
| Grasshopper Club Zurich | 1 - 4    | FC Zurich            |
| FC Aarau                | 2 - 2    | FC Biel-Bienne       |
| Étoile Carouge          | reporté  | Young Fellows Zurich |

Match d'appui le 16 février 1929 :
| Équipe 1       | Résultat | Équipe 2             |
| -------------- | -------- | -------------------- |
| BSC Young Boys | 2 – 1    | FC Locarno           |
| FC Biel-Bienne | 0 - 1    | FC Aarau             |
| Étoile Carouge | 3 - 2    | Young Fellows Zurich |

### Demi-finales
Les demi finales ont lieu le 2 mars 1930.
| Équipe 1       | Résultat | Équipe 2       |
| -------------- | -------- | -------------- |
| Étoile Carouge | 2 – 4    | BSC Young Boys |
| FC Zurich      | 1 - 2    | FC Aarau       |

### Finale
| 23 mars 1930 | BSC Young Boys | 1 - 0   | FC Aarau | Stade du Wankdorf, Berne |                     |
|              |                | (1 - 0) |          | Spectateurs : 6 000      | Spectateurs : 6 000 |